# Podsmreka pri Velikih Laščah
Podsmreka pri Velikih Laščah – wieś w Słowenii, w gminie Velike Lašče. W 2018 roku liczyła 32 mieszkańców.